# لشکر هفتم پیاده‌نظام (ورماخت)
لشکر هفتم پیاده‌نظام (به آلمانی: 7. Infanterie-Division) یکی لشکرهای پیاده‌نظام رایشسور و ورماخت بود که در جنگ جهانی دوم به نبرد پرداخت.

## تشکیل
لشکر هفتم پیاده‌نظام سال ۱۹۲۱ هنگام سازمان‌دهی رایشسور، در منطقه نظامی شماره ۷ در مونشن ایجاد شد.

## تاریخچه عملیاتی

### لهستان
لشکر هفتم پیاده‌نظام در جریان تهاجم آلمان به لهستان در ماه سپتامبر سال ۱۹۳۹ درگیر نبردهای شدیدی در قسمت جنوبی جبهه شد.

### فرانسه
لشکر هفتم پیاده‌نظام در جریان نبرد فرانسه در سال ۱۹۴۰ در بلژیک به مبارزه با نیروهای بریتانیایی پرداخت. این لشکر پس از نبرد دانکرک به جایگاه ذخیره منتقل گشت و درگیر مابقی عملیات در جبهه غربی نشد.

### شوروی
در جریان عملیات بارباروسا، تهاجم آلمان به شوروی در سال ۱۹۴۱، لشکر هفتم پیاده‌نظام به عنوان بخشی از گروه ارتش مرکز در محاصره موگیلف در ناحیه دنیپر علیا به رزم پرداخت. این لشکر همچنین در تهاجم نهایی به مسکو دخیل بود. لشکر هفتم پیاده‌نظام سال ۱۹۴۲ را در بخش نسبتا آرام مرکزی جبهه گذراند. این لشکر به عنوان بخشی از سپاه ۴۶ زرهی در نبرد کورسک مشارکت داشت. این لشکر هنگام انهدام گروه ارتش مرکز در تابستان سال ۱۹۴۴ موفق گریز شد و فصل پاییز را درگیر مبارزه در حین عقب‌نشینی در لهستان بود. از لشکر در نهایت در شبه‌جزیره هلا به محاصره ارتش سرخ درآمد و جنگ را با تسلیم شدن در ۸ مه سال ۱۹۴۵ در پشت خطوط مقدم دشمن در همان موقعیت به پایان رساند.

## سازمان
- یگان‌های بسیج‌شده لشکر در موج نخست در ۲۶ اوت سال ۱۹۳۹[۳]:
  - هنگ ۱۹ پیاده‌نظام
  - هنگ ۶۱ پیاده‌نظام
  - هنگ ۶۲ پیاده‌نظام
  - هنگ ۷ توپخانه
  - گردان ۱ هنگ ۴۳ توپخانه
  - یگان‌های ۷ پشتیبانی لشکر

- اواخر تابستان سال ۱۹۳۹ پیش از تهاجم به لهستان[۴]:
  - یگان ۷ نقشه‌برداری موتوریزه
  - دسته ۷ پیام‌رسان موتورسوار
  - هنگ ۱۹ پیاده‌نظام:
    - ۱ دسته مخابرات
    - ۳ گردان پیاده‌نظام - هر یک:
      - ۳ گروهان پیاده‌نظام
      - ۱ گروهان سنگین

    - ۱ دسته شناسایی سواره
    - ۱ گروهان توپ پیاده‌نظام
    - ۱ گروهان ضدتانک موتوریزه
    - ۱ ستون تدارکات پیاده‌نظام سبک

  - هنگ ۶۱ پیاده‌نظام:
    - همانند هنگ ۱۹ پیاده‌نظام

  - هنگ ۶۲ پیاده‌نظام:
    - همانند هنگ ۱۹ پیاده‌نظام

  - هنگ ۷ توپخانه:
    - ۳ گروهان توپخانه سبک - هر یک:
      - ۳ آتشبار سبک

    - گروهان ۱ هنگ ۴۳ توپخانه:
      - ۳ آتشبار سنگین

    - گردان ۷ دیده‌بانی توپخانه

  - گردان ۷ ضدتانک:
    - ۱ دسته مخابرات موتوریزه
    - ۳ گروهان ضدتانک موتوریزه
    - گروهان ۴ گردان ۵۶ مسلسل سنگین

  - گردان ۷ شناسایی:
    - ۱ دسته مخابرات موتوریزه
    - ۱ گروهان شناسایی سواره
    - ۱ گروهان شناسایی دوچرخه‌سوار
    - ۱ گروهان شناسایی موتوریزه:
      - ۱ گروه توپ پیاده‌نظام
      - ۱ گروه خودروی زرهی
      - ۱ دسته ضدتانک

  - گردان ۷ مهندسی:
    - ۲ گروهان مهندسی
    - ۱ گروهان مهندسی موتوریزه
    - ۱ گروهان پل‌ساز موتوریزه
    - ۱ گروهان تدارکات مهندسی موتوریزه

  - گردان ۷ جایگزینی
    - ۳ گروهان

  - گردان ۷ مخابرات:
    - ۱ گروهان تلفن بخشی‌موتوریزه
    - ۱ گروهان رادیو موتوریزه
    - ۱ ستون تدارکات مخابرات موتوریزه

  - نیروهای ۷ تدارکات لشکر:
    - ۸ ستون سبک تدارکات موتوریزه
    - ۱ ستون سبک سوخت موتوریزه
    - ۱ دسته نگهداری موتوریزه
    - گروهان ۳ تدارکات موتوریزه
    - یگان ۳ نانوایی صحرایی موتوریزه
    - یگان ۳ سلاخی موتوریزه
    - اداره ۳ لشکر
    - دسته ۱ گروهان ۷ بهداری
    - دسته ۲ گروهان ۷ بهداری موتوریزه
    - یگان ۷ بیمارستان صحرایی موتوریزه
    - دسته ۱ و ۲ گروهان ۷ آمبولانس
    - گروهان ۷ دامپزشکی
    - دفتر ۷ پست صحرایی موتوریزه
    - یگان ۷ پلیس نظامی موتوریزه

سال ۱۹۴۰ هنگ ۶۳۸ پیاده‌نظام متشکل از داوطلبان فرانسوی به این لشکر ملحق گشت. ماه ژانویه سال ۱۹۴۰ گردان ۷ جایگزینی با جدا شدن از لشکر، گردان ۲ هنگ ۳۳۹ پیاده‌نظام از لشکر صد و شصت و هفتم پیاده‌نظام در موج هفتم بسیج را ایجاد کرد. ماه بعد گردان ۲ هنگ ۱۹ پیاده‌نظام لشکر به هنگ ۵۲۷ پیاده‌نظام از لشکر دویست و نود و هشتم پیاده‌نظام در موج هشتم بسیج ملحق شد. ماه دسامبر یک سوم از نیروهای لشکر به لشکر نود و هفتم پیاده‌نظام سبک منتقل گردید و هیچگاه جایگزین نشد.

## تسلیحات
ماه مه سال ۱۹۴۱ تسلیحات در اختیار لشکر به شرح زیر بود:
- ۴۱۷۴ تپانچه
- ۲۲۳ مسلسل دستی ام‌پی ۳۸
- ۴۳۷ مسلسل دستی ام‌پی ۴۰
- ۱۴۶۳۶ کاربین
- ۴۶۰ مسلسل سبک ام‌گه ۳۴
- ۲۳ مسلسل سبک ام‌گه ۱۳
- ۲۵ مسلسل سنگین ام‌گه ۰۸/۱۵
- ۱۱۲ مسلسل دستی ام‌پی ۳۴
- ۸۷ خمپاره‌انداز ۵۰ میلی‌متری
- ۵۴ خمپاره‌انداز ۸۰ میلی‌متری
- ۲۰ توپ سبک ۷۵ میلی‌متری
- ۳۳ توپ سنگین ۱۵۰ میلی‌متری
- ۷۵ تفنگ ضدتانک پنتسربوکسه ۳۹
- ۶۶ توپ ۳۷ میلی‌متری ضدتانک PAK 36
- ۶ توپ ۵۰ میلی‌متری ضدتانک PAK 38

## کتابشناسی
- Mitcham, Samuel (1985). Hitler's Legion: The German Army Oder Of Battle, World War II. Stein And Day. ISBN 0-8128-2992-1.
- Nafziger, George (2000). The German Order of Battle: Infantry In World War II. STACKPOLE BOOKS. ISBN 1-85367-393-5.